# دونای اودومچوک
دونای اودومچوک (تایلندی: ดนัย อุดมโชค؛ زادهٔ ۱۱ اوت ۱۹۸۱) یک تنیس‌باز اهل تایلند است.